# Roy Harris
Roy Harris, właśc. Leroy Ellsworth Harris (ur. 12 lutego 1898 w Chandler w stanie Oklahoma, zm. 1 października 1979 w Santa Monica w stanie Kalifornia) – amerykański kompozytor.

## Życiorys
Urodził się w rodzinie farmerów, pochodzenia szkocko-walijskiego. W 1903 roku przeprowadził się wraz z rodzicami z Oklahomy do Kalifornii. W dzieciństwie uczył się gry na fortepianie i klarnecie. W latach 1919–1921 studiował filozofię i ekonomię na Uniwersytecie Kalifornijskim w Berkeley. Pobierał prywatnie lekcje muzyki u Henry’ego Schoenfelda i Arthura Farwella. Jeden z jego pierwszych utworów, Andante na orkiestrę, został w 1926 roku wykonany przez orkiestrę pod dyrekcją Howarda Hansona. Otrzymał stypendium Fundacji Pamięci Johna Simona Guggenheima, które pozwoliło mu na wyjazd do Paryża, gdzie w latach 1926–1928 studiował u Nadii Boulanger. Po powrocie do USA przebywał w latach 1930–1932 na stypendium kompozytorskim, ufundowanym przez Pasadena Music and Art Association. Popularność zdobyła jego I Symfonia z 1933 roku, napisana na zamówienie Siergieja Kusewickiego. Był wykładowcą Juilliard School (1932–1940), Westminster Choir School w Princeton (1934–1938), Cornell University (1940–1942), Colorado College (1942–1948), State College w Logan (1948–1949), George Peabody College for Teachers w Nashville (1949–1951), Pennsylvania College for Women w Pittsburghu (1951–1956), Southern Illinois University (1956–1957), Indiana University (1957–1960). Od 1960 do 1961 roku był dyrektorem International Institute of Music przy Inter-American University w San Germán w Portoryko. Od 1961 do przejścia na emeryturę w 1973 roku wykładał na Uniwersytecie Kalifornijskim w Los Angeles. Do jego uczniów należeli William Schuman i Vincent Persichetti.
W 1951 roku zainicjował Cumberland Summer Festivals w Nashville, a w 1952 roku International Festival of Contemporary Music w Pittsburghu. Doktor honoris causa Rutgers University i University of Rochester. Odznaczony Elizabeth Sprague Coolidge Medal (1942). W 1958 roku, wysłany przez Departament Stanu jako ambasador kultury amerykańskiej, odwiedził ZSRR, gdzie były wykonywane jego utwory.
Od 1936 roku był żonaty z pianistką Johaną Harris (właśc. Beula Duffey, 1913–1995).

## Twórczość
W okresie międzywojennym muzyka Harrisa cieszyła się wśród amerykańskiej publiczności dużą popularnością, na co wpływ miało eksponowanie przez kompozytora melodyki stylizowanej na wzór popularnych pieśni, hymnów i tańców patriotycznych i kowbojskich. Przykładem programowego charakteru wielu utworów orkiestrowych kompozytora jest nawiązywanie do tematów typowo amerykańskich, takich jak przemowa gettysburska, życie Abrahama Lincolna, podróże Jacques’a Marquette’a. Jego symfonie mają zróżnicowaną budowę, od jednoczęściowej (III, VII, VIII), po wieloczęściowe (7-częściowa IV Symfonia). Wiele kompozycji Harrisa przeznaczonych jest na typowo amerykański zespół instrumentów dętych (band). W swoich utworach chóralnych korzystał z poezji Walta Whitmana, tekstów religijnych oraz pieśni patriotycznych (m.in. When Johnny Comes Marching Home). Wraz z pojawieniem się bardziej awangardowych tendencji w muzyce współczesnej po 1945 roku twórczość Harrisa straciła na popularności, kompozytora krytykowano za zachowawczość.
Dużą popularnością wśród publiczności cieszyła się jego III symfonia. W 1939 roku Bostońska Orkiestra Symfoniczna zagrała ją podczas koncertów w 10 amerykańskich miastach, w latach 1941–1942 natomiast utwór ten miał aż 33 publiczne wykonania. W 1973 roku została ona wykonana przez Orkiestrę Filadelfijską pod batutą Eugene’a Ormandy’ego podczas gościnnego występu w Chinach, jako pierwszy utwór symfoniczny amerykańskiego kompozytora zaprezentowany w tym kraju.

## Ważniejsze kompozycje
(na podstawie materiałów źródłowych)

### Utwory orkiestrowe
- Andante (1925)
- symfonia American Portrait 1929 (1929)
- 13 numerowanych symfonii (I „Symphony 1933” 1933, II 1934, III 1939, IV „Folksong Symphony” na chór i orkiestrę 1940 zrewid. 1942, V 1942, VI „Gettysburg” 1944, VII 1952 zrewid. 1955, VIII „San Francisco” 1961, IX 1962, X „Abraham Lincoln” na narratora, chór, instrumenty dęte blaszane, 2 fortepiany i perkusję 1965, XI 1967, XII „Pere Marquette” na tenora lub narratora i orkiestrę 1968−1969, XIII „Bicentennial Symphony” na chór i orkiestrę 1975−1976)
- Concert Piece (1930)
- Andantino (1931, wersja zrewid. 1932)
- Toccata (1931)
- uwertura From the Gayety and Sadness of the American Scene (1932)
- When Johnny Comes Marching Home: An American Overture (1934)
- Farewell to Pioneers: A Symphonic Elegy (1935)
- Prelude and Fugue na smyczki (1935)
- Koncert na fortepian i smyczki (1936)
- Time Suite (1937)
- 2 koncerty skrzypcowe (I 1938, II 1949)
- Prelude and Fugue na smyczki i 4 trąbki (1939)
- American Creed (1940)
- Acceleration (1941, wersja zrewid. 1942)
- Evening Piece (1941)
- Ode to Truth (1941)
- 3 Pieces (1941)
- Fanfare for Forces (ok. 1942)
- Folk Rhythms of Today (1942)
- Koncert na fortepian i orkiestrę dętą (1932)
- March in Time of War (1942, wersja zrewid. 1943)
- Chorale na organ i instrumenty dęte (1943)
- Fantasia na fortepian i orkiestrę dętą (1943)
- Children’s Hour (1943−1944)
- Chorale (1944)
- 2 koncerty fortepianowe (I 1944, II 1953)
- Toccata na organy i instrumenty dęte (1944)
- Ode to Friendship (1944)
- Memories of a Child’s Sunday (1945)
- Variation on a Theme by Goossens (1945)
- Celebration Variations on a Timpani Theme from Howard Hanson’s Third Symphony (1946)
- Melody (1946)
- Radio Piece na fortepian i orkiestrę (1946)
- Koncert na 2 fortepiany i orkiestrę (1946)
- The Quest (1947)
- Theme and Variations na akordeon i orkiestrę (1947)
- Elegy and Pean na skrzypce i orkiestrę (1948)
- Kentucky Spring (1949)
- Cumberland Concerto for Orchestra (1951)
- Fantasy na fortepian i orkiestrę popularną (1951)
- Symphonic Fantasy (1953)
- Symphonic Epigram (1954)
- Fantasy na fortepian i orkiestrę (1954)
- Ode to Consonance (1956)
- Elegy and Dance (1958)
- These Times na fortepian i małą orkiestrę (1963)
- Epilogue to Profiles in Courage (1964)
- Horn of Plenty (1964)
- Salute to Youth (1964)
- Fantasy na organy, instrumenty dęte i kotły (1964)
- Rhythms and Spaces (1965)
- Koncert na fortepian, instrumenty dęte, basy i perkusję (1968)
- Folksong Suite na harfę i orkiestrę (1973)

### Utwory na zespół dęty
- Sad Song na zespół jazzowy (1938)
- uwertura Cimarron (1941)
- When Johnny Comes Marching Home (1941)
- Rhythms of Today (1943)
- Conflict (1944)
- Sun and Stars (1944)
- The Sun from Dawn to Dusk (1944)
- Take the Sun and Keep the Stars (1944)
- Fruit of Gold (1949)
- Dark Devotion (1950)
- Kentucky Jazz Piece (1950)
- symfonia West Point (1952)
- Ad majorem glorian Universitatis Illinorium (1958)
- Bicentennial Apirations (1976)

### Utwory kameralne
- Impressions on Rainy Day na kwartet smyczkowy (1925)
- Koncert na fortepian, klarnet i kwartet smyczkowy (1926)
- 3 kwartety smyczkowe (I 1929, II „Variations on a Theme” 1933, III „4 Preludes and Fugues” 1937)
- Koncert na sekstet smyczkowy (1932)
- Fantasy na instrumenty dęte, róg i fortepian (1932)
- 4 Minutes − 20 Seconds na flet i kwartet smyczkowy (1934)
- Trio fortepianowe (1934)
- Poem na skrzypce i fortepian (1935)
- Kwintet fortepianowy (1936)
- Soliloquy and Dance na altówkę i fortepian (1938)
- Kwintet smyczkowy (1940)
- Sonata skrzypcowa (1942)
- Lyric Studies na instrumenty dęte drewniane i fortepian (1950)
- Sonata wiolonczelowa (1964, wersja zrewid. 1968)
- Childhood Memories of Ocean Moods na fortepian, kwartet smyczkowy i kontrabas (1966)

### Utwory fortepianowe
- Sonata (1928)
- Little Suite (1939)
- Toccata (1939)
- Suite in 3 Movements (1939−1943)
- American Ballads (2 zeszyty, 1942−1945)

### Utwory organowe
- Études for Pedals (1964, wersja zrewid. 1972)

### Utwory wokalno-instrumentalne
- Challenge 1940 na bas, chór i orkiestrę (1940)
- Railroad Man’s Ballad na chór i orkiestrę (1940)
- Freedom’s Land na baryton, chór i orkiestrę (1941)
- Rock of Ages na chór i orkiestrę (1944)
- Blow the Man Down na kontratenor, baryton, chór i orkiestrę (1946)
- The Broterhood of Man na chór i orkiestrę (1966)

### Balety
- From This Earth (wyst. Colorado Springs 1941)
- Namesake (wyst. Colorado Springs 1942)
- What So Proudly We Hail (wyst. Colorado Springs 1942)